# Юсянь (Мяньян)
Юся́нь (кит. упр. 游仙, пиньинь Yóuxiān) — район городского подчинения городского округа Мяньян провинции Сычуань (КНР). Район был назван по посёлку Юсяньчжэнь.

## История
При империи Западная Хань в 201 году до н. э. в этих местах был создан уезд Фу (涪县), названный так в честь реки Фушуй (старое название реки Уцзян). При империи Цзинь в 307 году он был переименован в Фучэн 涪城县.
В 1913 году в связи с тем, что администрация уезда располагалась к югу (то есть «с солнечной стороны») от горы Мяньшань, уезд был переименован в Мяньян (绵阳县).
В 1950 году в провинции Сычуань был образован Специальный район Мяньян (绵阳专区), которому, среди прочих, был подчинён и уезд Мяньян. В 1970 году он был преобразован в Округ Мяньян (绵阳地区).
В 1976 году ряд посёлков уезда были объединены в город Мяньян уездного подчинения, а в 1978 году под юрисдикцию города Мяньян была передана и остальная территория уезда (сам уезд был расформирован).
В 1985 году округ Мяньян и город Мяньян были расформированы. Территория округа была преобразована в городской округ Мяньян, а территория бывшего города Мяньян стала Центральным районом (中区) в его составе. В 1992 году Центральный район был разделён на районы Фучэн и Юсянь.

## Административное деление
Район Юсянь делится на 3 уличных комитетов, 18 посёлков и 6 волостей.